# هيو ر. شارب
هيو ر. شارب (بالإنجليزية: Hugh Rodney Sharp, Jr.)‏ هو طيار أمريكي، ولد في 21 نوفمبر 1909، وتوفي في 9 ديسمبر 1990.